# La Frontera (Chili)

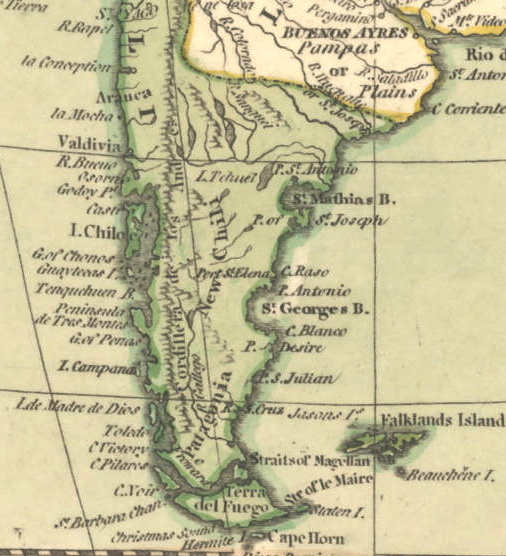
Carte du sud du Chili en 1808.

Au Chili, La Frontera désigne une région, selon les définitions l'ensemble du Chili au sud du rio Biobío, selon d'autres l'espace compris entre le rio Biobío et le río Toltén (auquel cas elle recouvre plus ou moins la région historique autrefois désignée sous le nom d'Araucanie). Ce nom remonte à l'époque à laquelle la région en question représentait la frontière sud de la capitainerie générale du Chili (rattachée à la vice-royauté du Pérou), et plus tard de la République du Chili. À la suite de la révolte mapuche de 1598, l'Empire espagnol établit un système de villes fortifiées et de fortins dans la région, système qui perdure jusqu'au milieu du XIXe siècle, avec de nombreuses variations dans le temps en fonction de l'état des relations avec les populations mapuches. 

## Liste de forts faisant partie de La Frontera
Quand elles sont connues, les dates d'établissement et d'abandon éventuel accompagnent le nom du fort.
- Fort Talcahuano (1601)
- Fort Colcura, Fort Guanaraque, Santa Fe (1602)
- Fort Chepe, Fort San Pedro, Yumbel, San Rosendo, Nuestra de Señora de Halle, Nacimiento de Nuestro Señor, Negrete, Calbuco (1603)
- San Ignacio de la Redención (1606)
- Purén, San Jerónimo de Millapoa (1607)
- Angol (1611)
- Fort Virguenco (1613-?, 1665-1667)
- San Cristóbal de La Paz (1621-1655, 1663-1766)
- Santa Juana (1626-1641, 1648-1722, 1724)
- San Francisco de la Vega (1637)
- San Carlos de Virhuenco (1665)
- Fort de la Encarnación (1666-1694, 1694-1723, 1764-1766)
- Santo Tomás de Colhué (1695)